# 탐정사무소 - 사랑과 전쟁
《탐정사무소 - 사랑과 전쟁》은 2016년 개봉된 드라마, 스릴러 영화이다.

## 출연
- 강현중 : 강현중 역
- 한그림 : 한미소 역
- 곽지은 : 이유라 역
- 이현지 : 아내 역
- 김민규 : 장민호 역
- 임은지 : 여대생 역
- 김상훈 : 조폭 역
- 진선화 : 아줌마 역